# 布賴滕山
47°42′51″N 13°23′14″E / 47.714285°N 13.387211°E
布賴滕山（德語：Breitenberg），是奧地利的山峰，位於該國中部，由薩爾茨堡州負責管轄，屬於薩爾茲卡默古特山脈的一部分，處於聖吉爾根附近，海拔高度1,260米，每年平均降雨量1,894毫米。